# Gelbes Fichtenstreifenhörnchen
Das Gelbe Fichtenstreifenhörnchen (Tamias amoenus), auch Gelber Fichten-Chipmunk, ist eine Hörnchenart aus der Gattung der Streifenhörnchen (Tamias). Es kommt im nordwestlichen Nordamerika vom Südwesten Kanadas bis in den Nordwesten der Vereinigten Staaten vor.

## Merkmale
Das Gelbe Fichtenstreifenhörnchen erreicht eine durchschnittliche Kopf-Rumpf-Länge von etwa 11,9 bis 12,3 Zentimetern, der Schwanz ist mit einer Länge 8,6 bis 9,5 Zentimetern etwas kürzer. Das Gewicht der Tiere liegt bei etwa 43 bis 60 Gramm. Das Fell ist rötlich-braun und erscheint dunkel, auf dem Rücken befinden sich fünf dunkle, in der Regel schwarze, Rückenstreifen, die durch hellere Streifen getrennt sind. Dabei sind die zur Körpermitte liegenden hellen Streifen eher gräulich, die äußeren weiß. Das Streifenmuster findet sich auch in der Gesichtszeichnung wieder. Die Bauchseite ist in der Regel hell cremeweiß bis weiß.

## Verbreitung

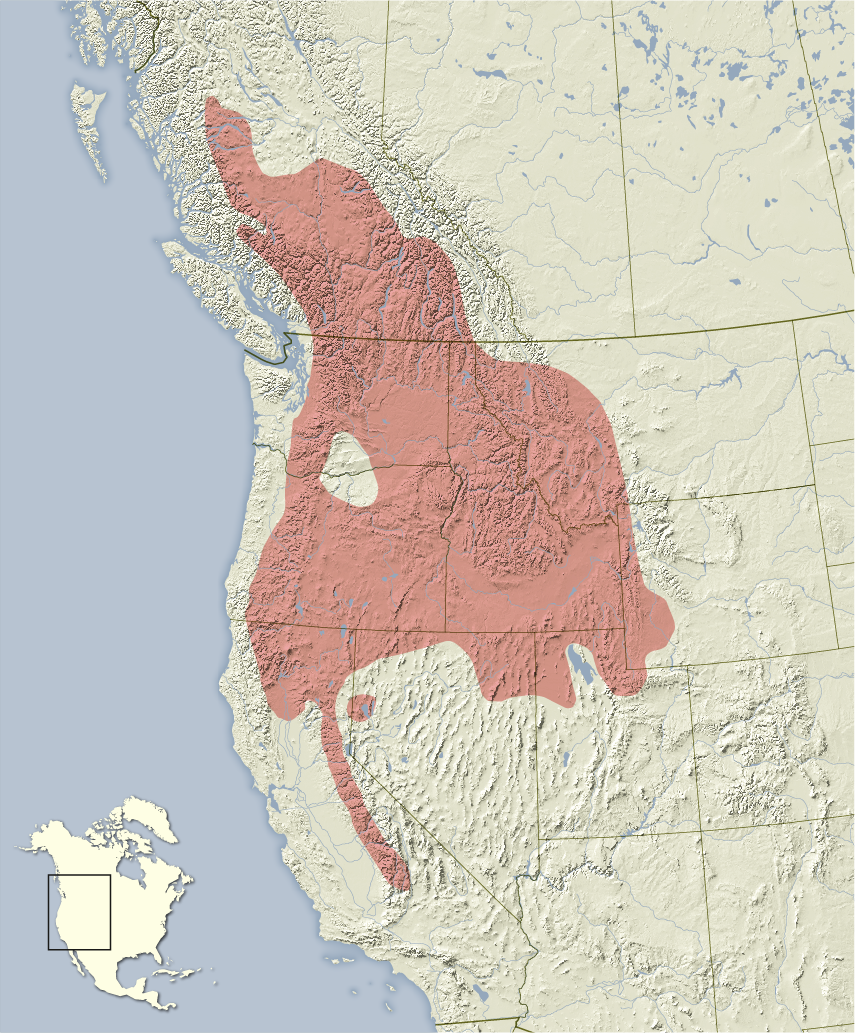
Verbreitungsgebiet des Gelben Fichtenstreifenhörnchens

Das Gelbe Fichtenstreifenhörnchen kommt im nordwestlichen Nordamerika vom Südwesten Kanadas bis in den Nordwesten der Vereinigten Staaten vor. Das Verbreitungsgebiet reicht dabei vom zentralen British Columbia und dem südwestlichen Alberta in Kanada bis in das nördliche Kalifornien, das östliche bis zentrale Montana und den Nordwesten von Wyoming. Ferner kommen sie auch in Washington, Idaho, Nevada und Oregon vor.

## Lebensweise

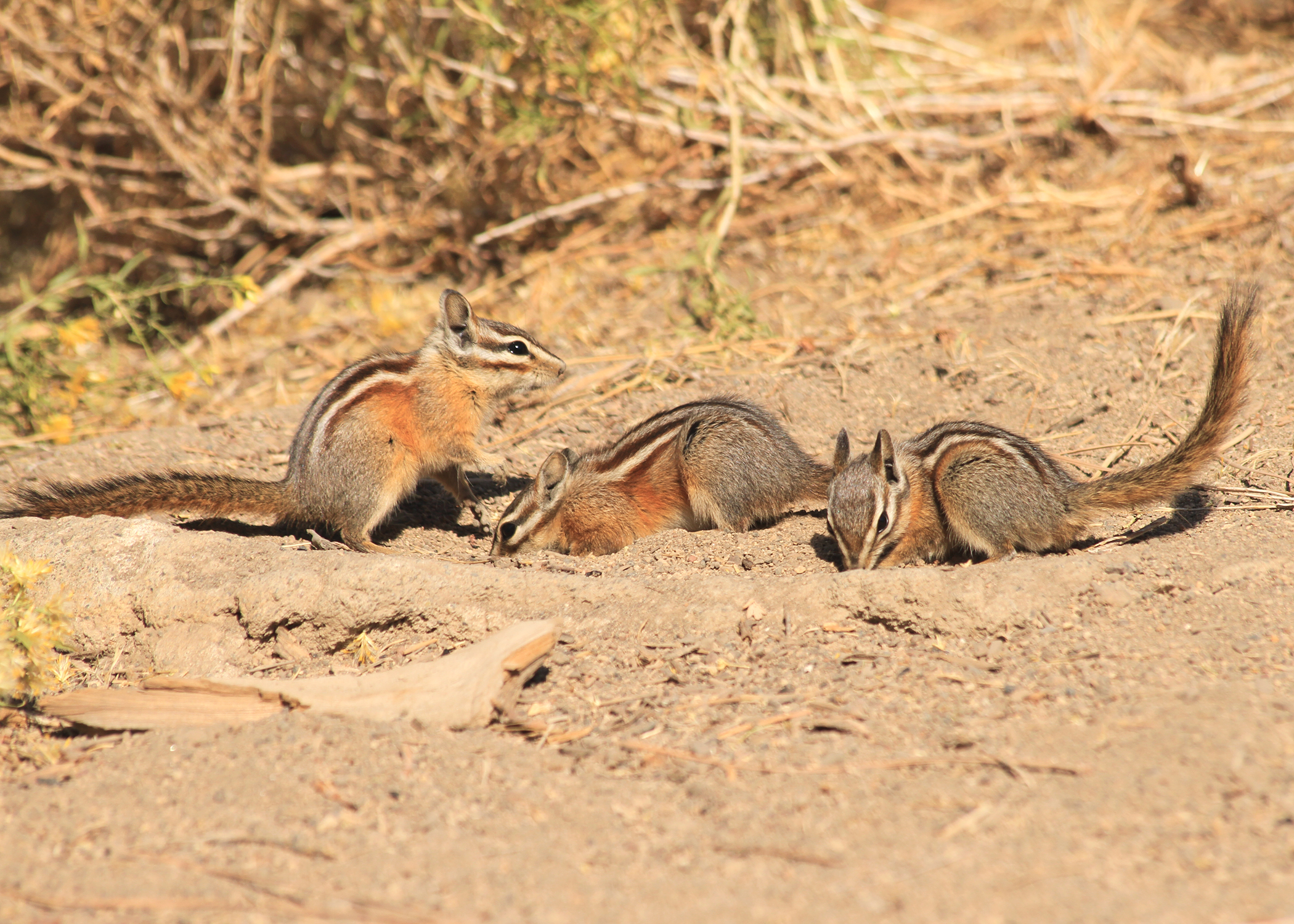
Eine Gruppe Gelber Fichtenstreifenhörnchen in Oregon

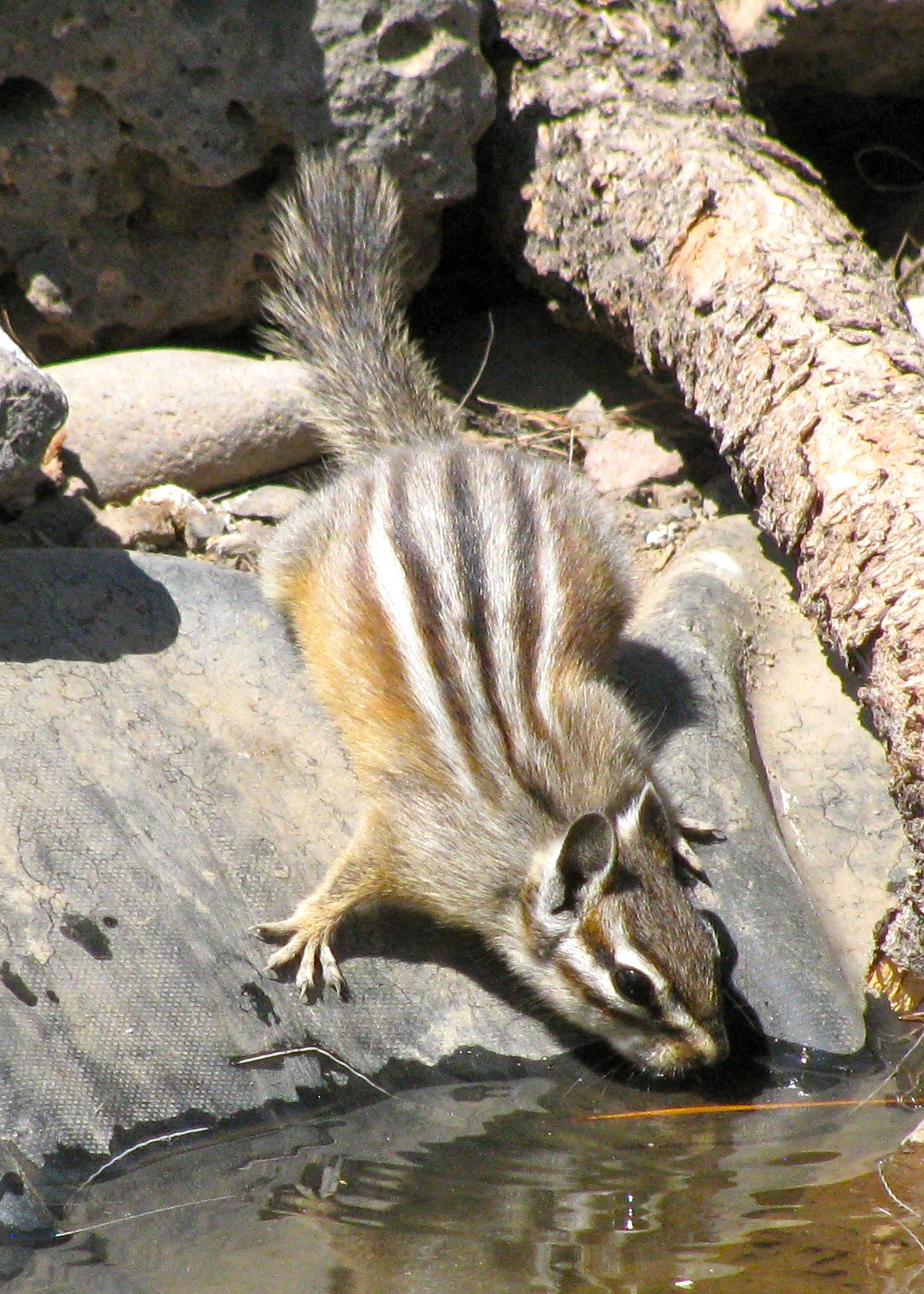
Ein Gelbes Fichtenstreifenhörnchen am Wasser

Das Gelbe Fichtenstreifenhörnchen lebt vor allem in den trockeneren Waldgebieten und -zonen im Übergangsbereich zur borealen Zone des kanadischen Westens. In den südlicheren Bereichen des Verbreitungsgebietes kommt die Art in verschiedenen Höhenlagen bis in Höhen von 3000 Metern vor. Sie bevorzugt Grassteppen- und Weideflächen mit einer Vegetation aus Gräsern, Kräutern und Seggen sowie offenen Beständen von Jeffrey-Kiefern (Pinus jeffreyi) oder der Küsten-Kiefer (Pinus contorta). Die Tiere sind anpassungsfähig, durch ihre Präferenz für offene Flächen kommen sie in Waldeinschlägen, Sukzessionsflächen und Sekundärwaldgebieten häufiger vor als in Primärwaldgebieten.
Die Art ist tagaktiv und bodenlebend, die Tiere können jedoch auch in die Bäume und Felsen klettern. Sie sind überwiegend herbivor und ernähren sich hauptsächlich von Samen von Gräsern, Kräutern und anderer Vegetation, nutzen jedoch auch andere Pflanzenteile wie Blüten und Wurzeln sowie Pilze, Insekten und Vogeleier als zusätzliche Nahrungsquelle. Dabei ernähren sie sich auch von unterirdisch lebenden Pilzen und sind wahrscheinlich für diese ein wichtiger Sporenverteiler. Die Tiere sammeln die Samen und legen Lager für den Winterschlaf an. Dabei vergraben sie auch einzelne Samen und sorgen so für die Verbreitung verschiedener Pflanzenarten, etwa Purshia tridentata, der zu den Scheinkastanien gehörenden Casternopsis sempervirens sowie der ansonsten durch den Wind verbreiteten Jeffrey-Kiefer und der Zucker-Kiefer (Pinus lambertiana). Vor allem in Zeiten, in denen wenig Nahrung zur Verfügung steht, konzentrieren sich die Tiere mehr auf die Futtersuche, gleichzeitig reduzieren sie womöglich ihre Wachsamkeit gegenüber Beutegreifern, was zu höheren Mortalitäten führen kann. Gegenüber Vertretern anderer Streifenhörnchenarten reagiert die Art aggressiv, wobei sie in der Regel in der Konkurrenz mit dem Townsend-Streifenhörnchen (Tamias townsendii) unterliegen und dominant sind gegenüber dem Kleinen Streifenhörnchen (Tamias minimus). Durch diese interartliche Konkurrenz wird das Vorkommen der Arten in verschiedenen Regionen und Höhenlagen wahrscheinlich mitbestimmt.
Die Populationsdichte der Tiere liegt bei 1,25 bis 7 Individuen pro Hektar, regional abhängig von der Verfügbarkeit geeigneter Habitate und anderer Faktoren. Im kalten Winter halten die Tiere einen Winterschlaf. Die Tiere legen ihre Nester in der Regel unterirdisch unter Baumstümpfen, Holzstapeln und Felsen an, seltener kommen oberirdische Grasnester in der Vegetation vor. Die Aufwachphase und der Beginn der Frühjahrsaktivität beginnt im April und die Paarungszeit liegt Anfang Mai. Die Tiere sind promisk und beide Geschlechter haben mehrere Geschlechtspartner in einer Paarungsperiode. Die Rate der Verpaarung nahe verwandter Tiere ist wahrscheinlich gering. Die Weibchen werfen nach etwa einem Monat Tragzeit einen Wurf von durchschnittlich vier bis fünf Jungtieren.
Zu den wichtigsten Fressfeinden der Tiere gehören verschiedene Greifvögel sowie Säugetiere wie Füchse und Kojoten. Zu den bekannten Ektoparasiten gehören Dasselfliegen (Gattung Cuterebra) sowie mindestens sieben dokumentierte Arten der Flöhe.

## Systematik
Das Gelbe Fichtenstreifenhörnchen wird als eigenständige Art innerhalb der Gattung der Streifenhörnchen (Tamias) eingeordnet, die aus 25 Arten besteht. Die wissenschaftliche Erstbeschreibung stammt von Joel Asaph Allen aus dem Jahr 1890, die die Art anhand von Individuen aus Fort Klamath im Klamath County, Oregon, einführte. Das Typusexemplar stammte dabei aus der Sammlung von Clinton Hart Merriam und wurde von J.H. Merrill gesammelt. Mit einigen anderen Arten wurde das Gelbe Fichtenstreifenhörnchen in die Untergattung und teilweise auch in die Gattung Neotamias eingeordnet.
Innerhalb der Art werden unter Einschluss der Nominatform 14 Unterarten unterschieden:

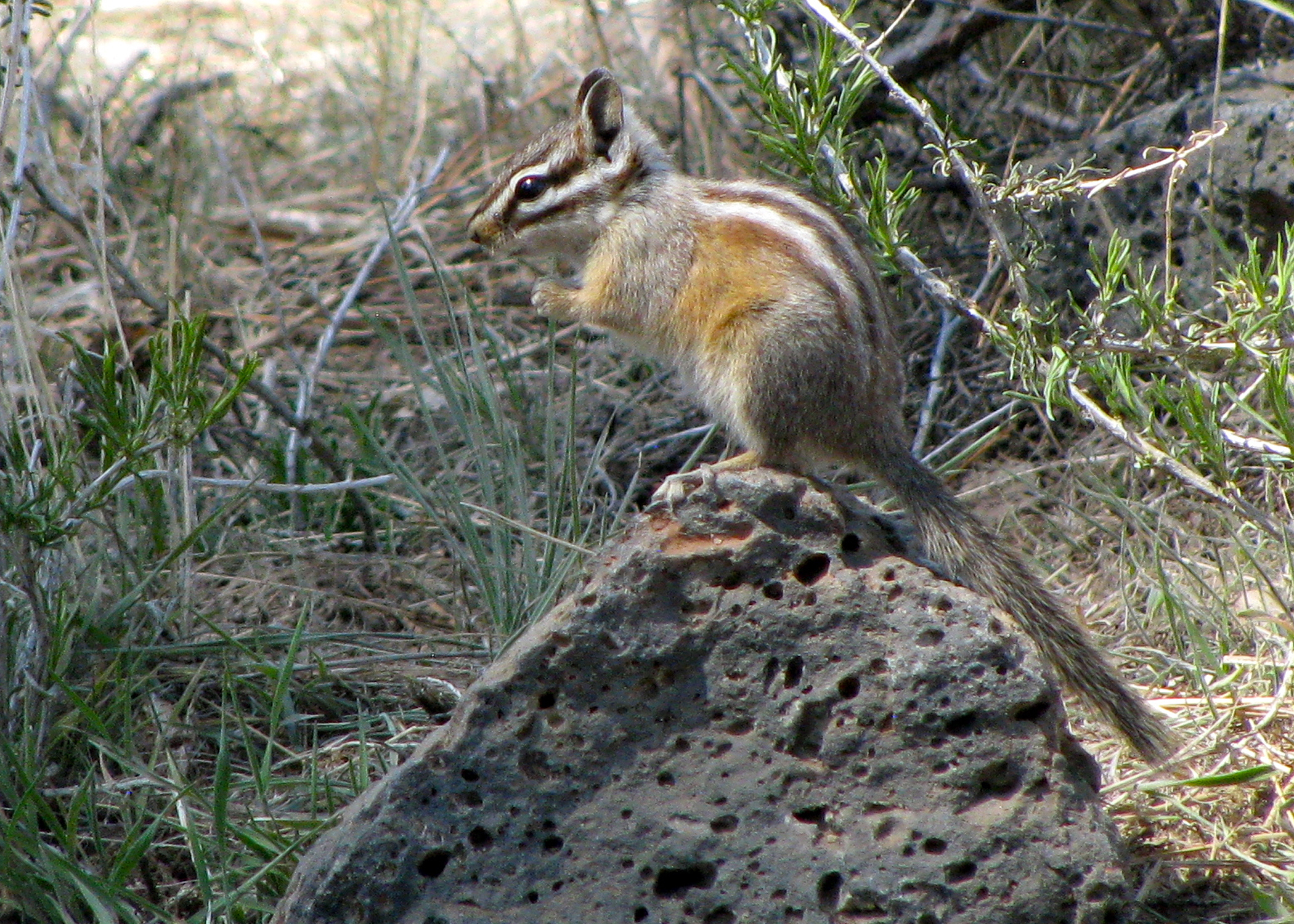
Gelbes Fichtenstreifenhörnchen

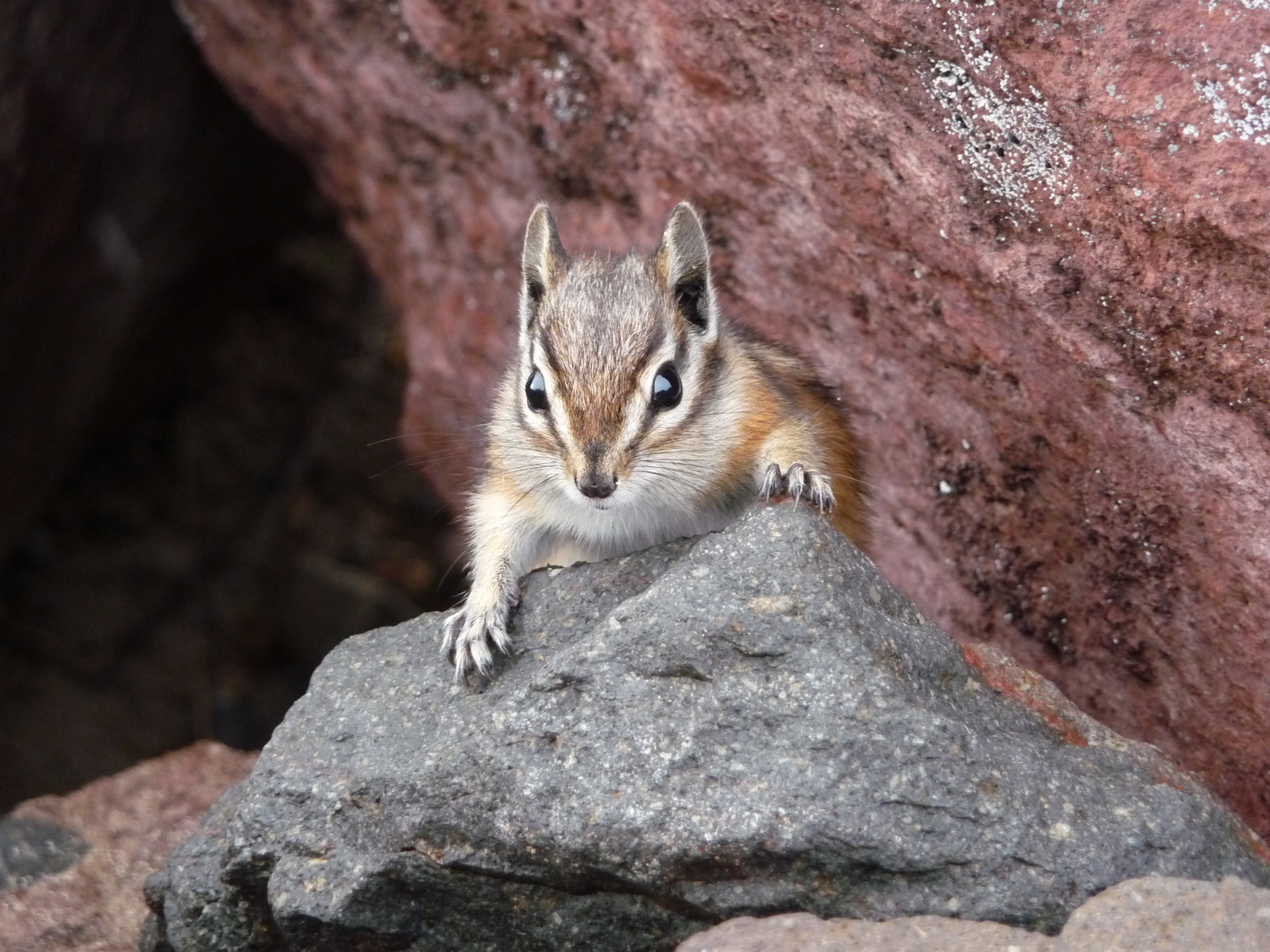
Gelbes Fichtenstreifenhörnchen

- Tamias amoenus amoenus: Nominatform. Sie kommt in den Zonen des Borealen Nadelwaldes vom Norden Kaliforniens bis in das zentrale nördliche Oregon und Washington vor. Die fünf dunklen Rückenstreifen sind sehr klar erkennbar und mit rötlichen Sprenkeln versehen. Die inneren beiden hellen Streifen sind gau-meliert, die äußeren beiden weiß. Der Kopf ist grau, rötlich und schwarz. Der Ohrfleck ist schwarz
- Tamias amoenus affinis: kommt in Kanada im südlichen British Columbia vor. Die Form entspricht in ihrem Aussehen der Nominatform.
- Tamias amoenus albiventris: die Typuslokalität liegt im Grenzbereich des Asotin County und des Garfield County im Bundesstaat Washington. Die Oberseite der Tiere ist gräulich, die Unterseite weiß bis cremeweiß. Die inneren hellen Streifen sind rauchig grau, die äußeren weißlich grau.
- Tamias amoenus canicaudus: im östlichen Washington. Der Schwanz ist grau gerandet, die Grundfarbe des Rückens ist gräulich Weinrot und die dunklen Streifen sind relativ breit.
- Tamias amoenus caurinus: in den Olympic Mountains in Washington bis an die Grenzen der Waldzonen. Die Form entspricht der Nominatform, ist jedoch dunkler. Die Ohrflecke sind klein, die dunklen Rücückenstreifen sind schwarz.
- Tamias amoenus celeris: in den Pine Forest Mountains im Humboldt County in Nevada. Die Form ist klein und blasser gefärbt, sie entspricht Tamias amoenus monoensis.
- Tamias amoenus cratericus: im Butte County in Idaho. Die Form ist stumpf grau in der Grundfärbung und die hellen Streifen sind durchweg rauchgrau, wobei die äußeren etwas heller sind.
- Tamias amoenus felix: Im Mount Baker Range in British Columbia. An den Körperseiten, den Wangen und an der Schwanzunterseite weist die Färbung eine deutliche ockerfarbene Einwaschung auf. Die dunklen Rückenstreifen sind breit ausgebildet, die Unterseite hat einen rost-braunen Ton.
- Tamias amoenus ludibundus: in Kanada in der Grenzregion von Alberta und British Columbia. Es handelt sich um die größte Unterart, die Körperseiten sind dunkel und sandgelb, die Unterseite ist gelblich.
- Tamias amoenus luteiventris: in den Grenzregionen zwischen Alberta und Montana und Wyoming. Die Form entspricht der Nominatform mit einem deutlichen ocker-sandfarbenen Einschlag auf der Bauchseite.
- Tamias amoenus monoensis: in den Höhenlagen der zentralen Sierra Nevada in Kalifornien. Die Form ist blasser und grauer als die Nominatform, die hellen Streifen sind sehr weiß.
- Tamias amoenus ochraceus: beschränkt auf die Siskiyou Mountains im Norden Kaliforniens und im südlichen Oregon. Die Unterart ist größer als die Nominatform, der Kopf und der Rücken sind deutlich ockerfarben, die dunklen Streifen sind eher dunkelbraun.
- Tamias amoenus septentrionalis: nördlich des Nechako Reservoir in British Columbia. Es handelt sich um eine große Form. Die inneren hellen Streifen sind rötlich-braun am Kopfende und werden nach hinten hin blasser, das äußere Paar ist weiß mit einer rötlichen Einwaschung.
- Tamias amoenus vallicola: im Bitterroot Valley und angrenzenden Regionen in Montana. Die Form entspricht der Nominatform, ist jedoch insgesamt blasser.

## Status, Bedrohung und Schutz
Das Gelbe Fichtenstreifenhörnchen wird von der International Union for Conservation of Nature and Natural Resources (IUCN) als „nicht gefährdet“ (least concern) eingeordnet. Begründet wird dies mit der weiten Verbreitung und dem regelmäßigen Auftreten; potenzielle bestandsgefährdende Risiken sind nicht vorhanden. Lokal kommen die Tiere sehr häufig vor; generell werden Bestandsdichten von 1,25 Individuen pro Hektar angegeben.

## Belege
1. 1 2 3 4 5 6 7 8 9  Richard W. Thorington Jr., John L. Koprowski, Michael A. Steele: Squirrels of the World. Johns Hopkins University Press, Baltimore MD 2012; S. 316–318. ISBN 978-1-4214-0469-1
2. 1 2 3 4  Neotamias amoenus in der Roten Liste gefährdeter Arten der IUCN 2015.3. Eingestellt von: A.V. Linzey & NatureServe (G. Hammerson), 2008. Abgerufen am 13. Februar 2016.
3. 1 2 3  Tamias amoenus In: Don E. Wilson, DeeAnn M. Reeder (Hrsg.): Mammal Species of the World. A taxonomic and geographic Reference. 2 Bände. 3. Auflage. Johns Hopkins University Press, Baltimore MD 2005, ISBN 0-8018-8221-4.
4. 1 2  Joel Asaph Allen: A review of some of the North American ground squirrels of the genus Tamias. Bulletin of the American Museum of Natural History 3, 1890; S. 45–116. (Volltext, Beschreibung der Art auf S. 90–92)
5. 1 2  Dallas A. Sutton: Tamias amoenus. Mammalian Species 390, 1992 (Volltext).